# ارسیکره
ارسیکره (به انگلیسی: Arsikere) یک منطقهٔ مسکونی در هند است که در بخش حسن واقع شده‌است. ارسیکره ۱٬۲۷۱ کیلومتر مربع مساحت و ۸۰٬۰۰۰+ نفر جمعیت دارد و ۸۰۶ متر بالاتر از سطح دریا واقع شده‌است.